# 卡雷阿苏
卡雷阿苏是巴西米纳斯吉拉斯州的一个市镇。总面积181.297平方公里，总人口6029人，人口密度33.3人/平方公里。